# Igaci
Igaci este un oraș în statul Alagoas (AL) din Brazilia.